# Weingartener Wiesental
Das Weingartener Wiesental wurde vom Landratsamt Karlsruhe durch Verordnung vom 9. Mai 1991 als Landschaftsschutzgebiet ausgewiesen. Es liegt auf dem Gebiet der Stadt Weingarten im Landkreis Karlsruhe.

## Lage und Beschreibung
Das Landschaftsschutzgebiet liegt in der Kinzig-Murg-Rinne westlich von Weingarten. Es wird von der Autobahn 5 durchquert, die das Gebiet in zwei Teilgebiete teilt.
Naturräumlich gehört das Gebiet zu  den Hardtebenen.
Es umfasst eine Wiesenlandschaft, die von Waldflächen umgeben ist. Die Wiesen wurden früher als Wässerwiesen bewirtschaftet. Daher sind im Gebiet zahlreiche Relikte der früheren Bewässerungseinrichtungen, wie Gräben und Überleitungen vorhanden. Im Norden umfasst das Gebiet zudem eine kleinere Waldfläche.

## Schutzzweck
Wesentlicher Schutzzweck ist laut Schutzgebietsverordnung  „die Erhaltung eines selten gewordenen und großflächigen Wiesentales, einer alten Talbildung der Kinzig-Murg-Rinne, mit
dessen Wiesen, Einzelgehölzen sowie grabenbegleitenden Ufergehölzen von landschaftlich besonderer Qualität als
1. Lebensraum insbesondere von Wiesenbrütern;
2. Pufferzone zum Schutz des Naturschutzgebietes Weingartener Moor vor weiteren Immissionen und Veränderungen des Grundwassers;
3. Naherholungsgebiet von Weingarten;
4. Mindestfreiraum am sich entwickelnden Siedlungsrand (Gewerbegebiet) von Weingarten.“[1]

## Zusammenhängende Schutzgebiete
Das Gebiet grenzt auf mehreren Seiten unmittelbar an das Landschaftsschutzgebiet Bruchwaldgebiet der alten Kinzig-Murg-Rinne und im Süden an das Naturschutzgebiet Weingartener Moor-Bruchwald Grötzingen. Im Norden überschneidet es sich zu einem kleinen Teil mit dem FFH-Gebiet Kinzig-Murg-Rinne und Kraichgau bei Bruchsal.